# Gmina Eskilstuna
Gmina Eskilstuna (szw. Eskilstuna kommun) – gmina w Szwecji, położona w regionie administracyjnym (län) Södermanland. Siedzibą władz gminy (centralort) jest Eskilstuna.

## Geografia

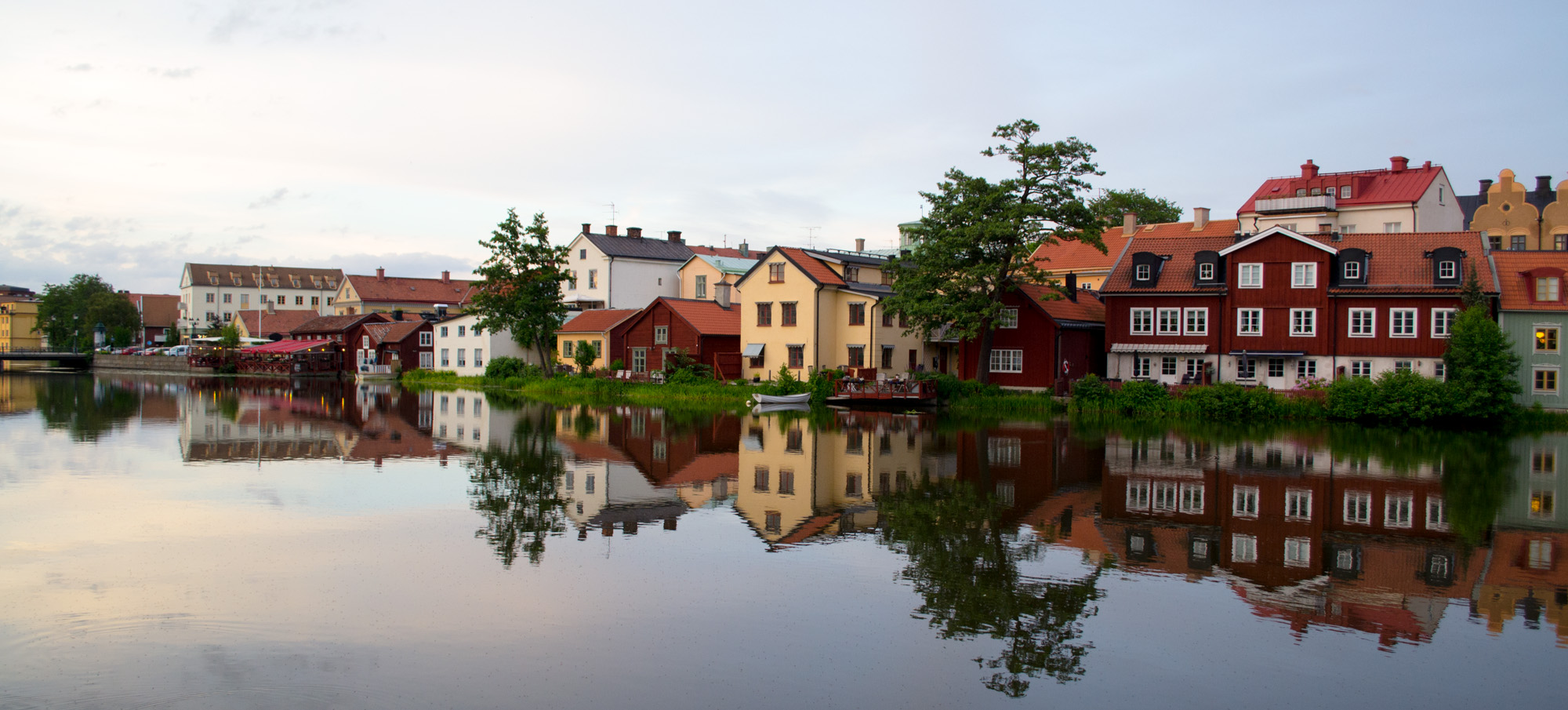
Eskilstunaån

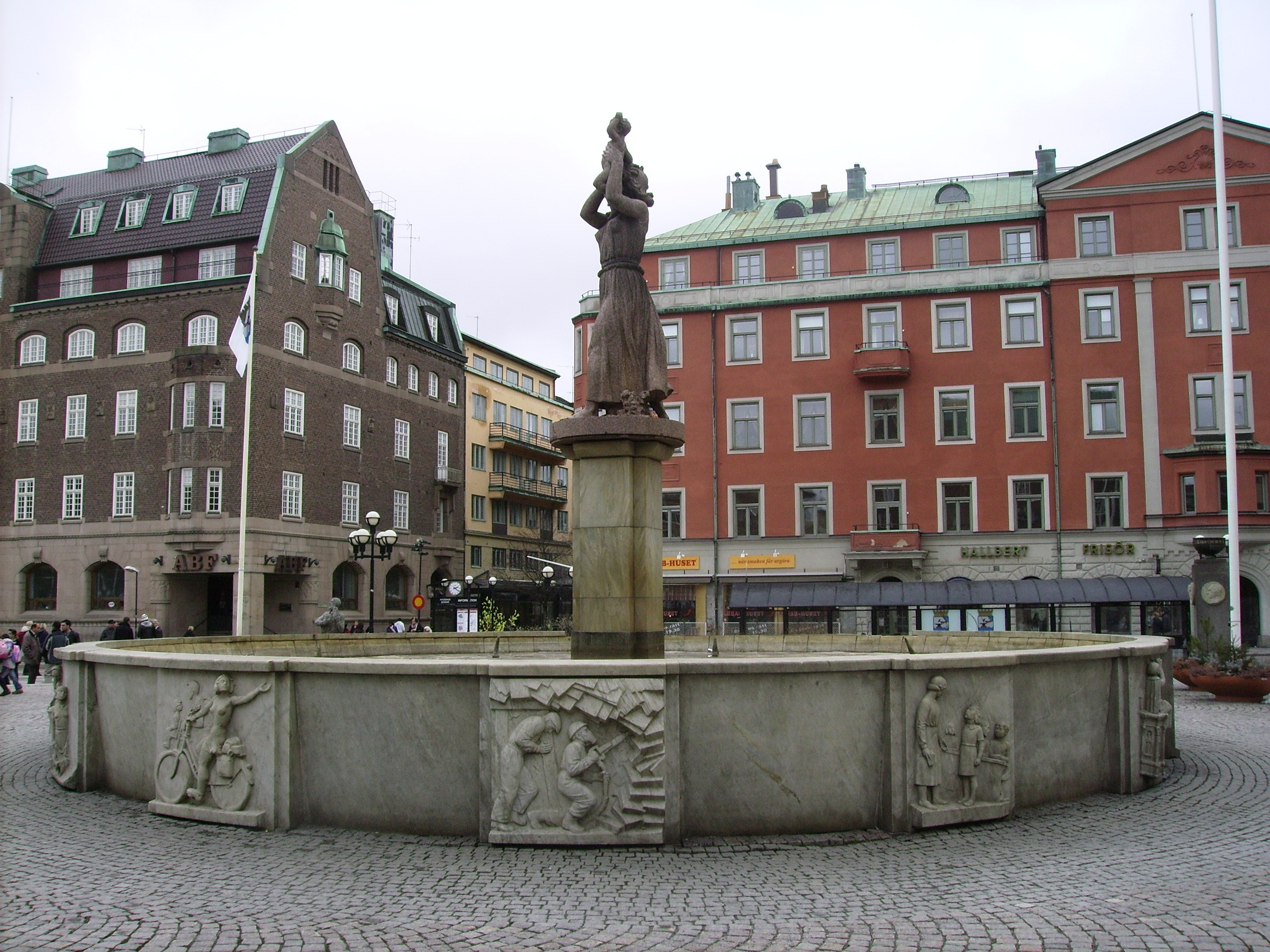
Fristadstorget w Eskilstuna

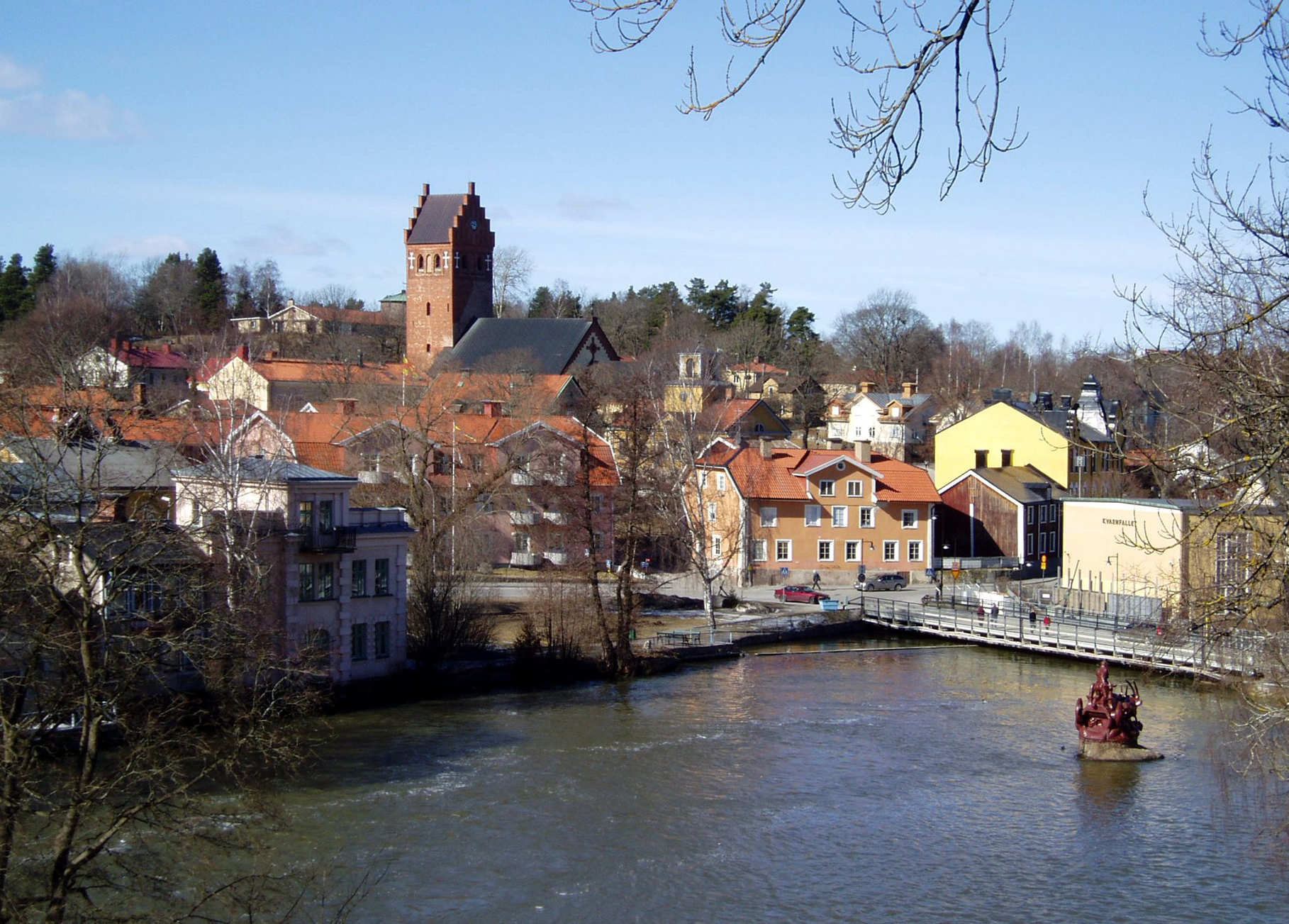
Torshälla

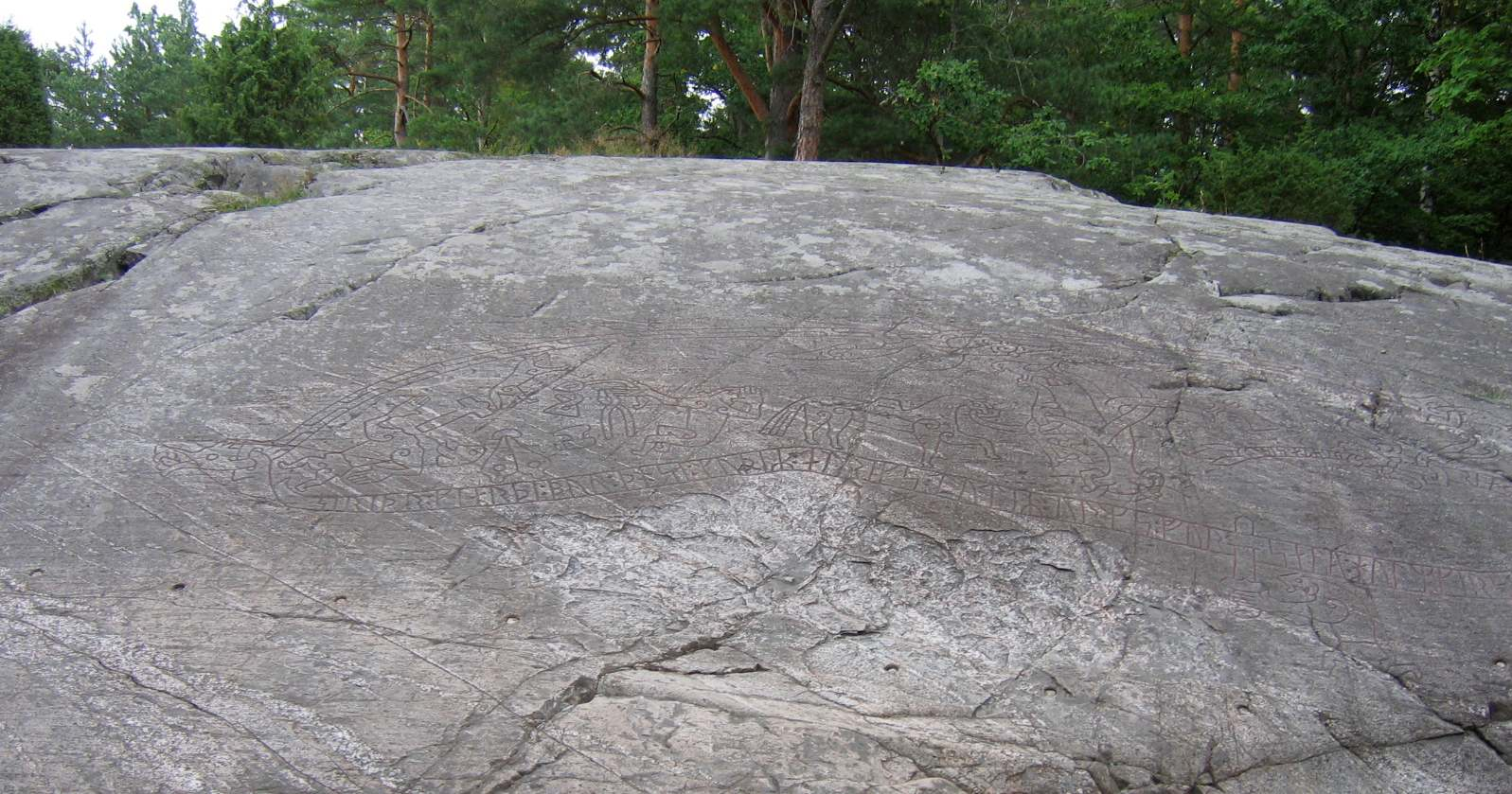
Kamień z Ramsund

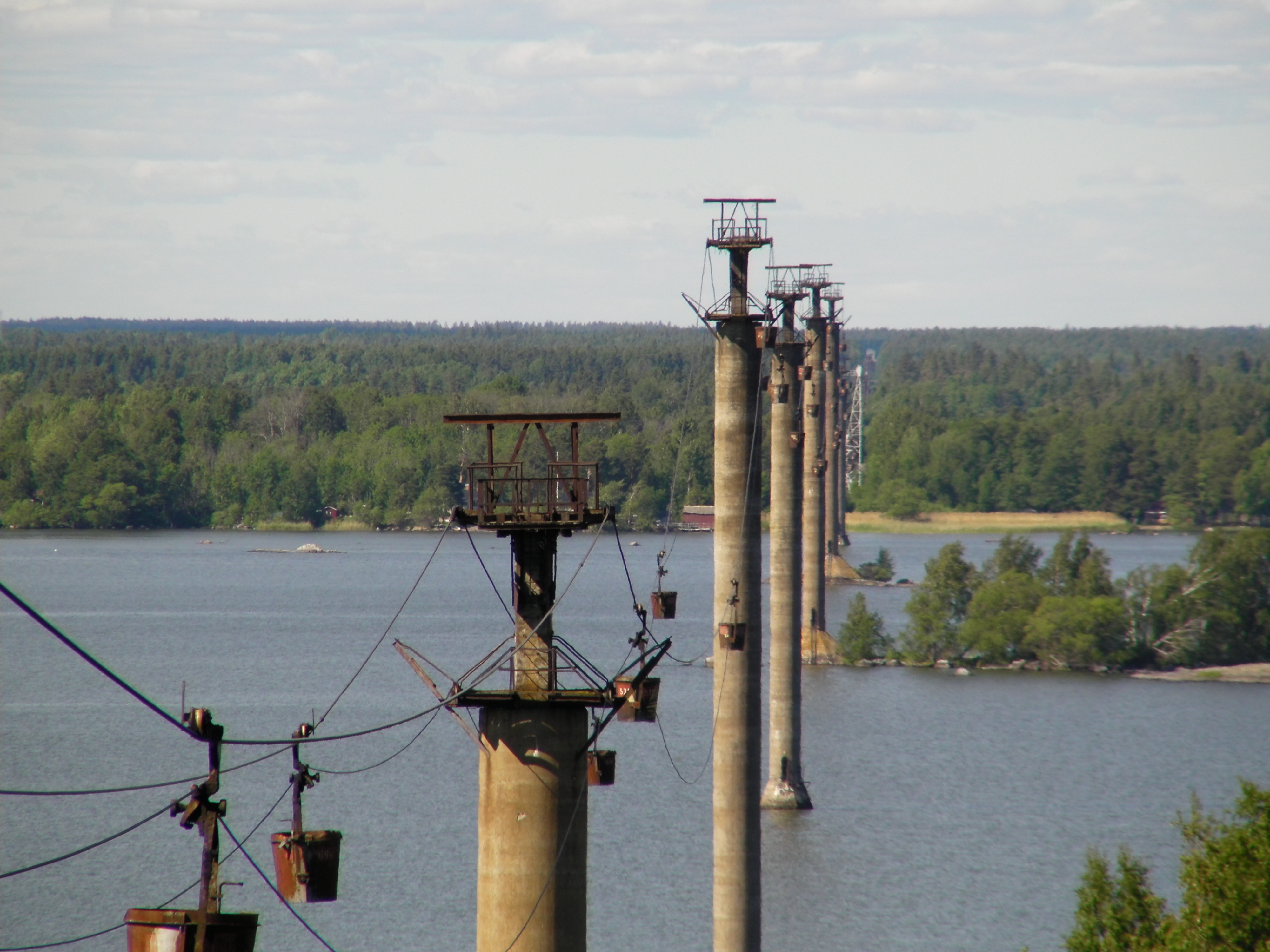
Hjälmaresund

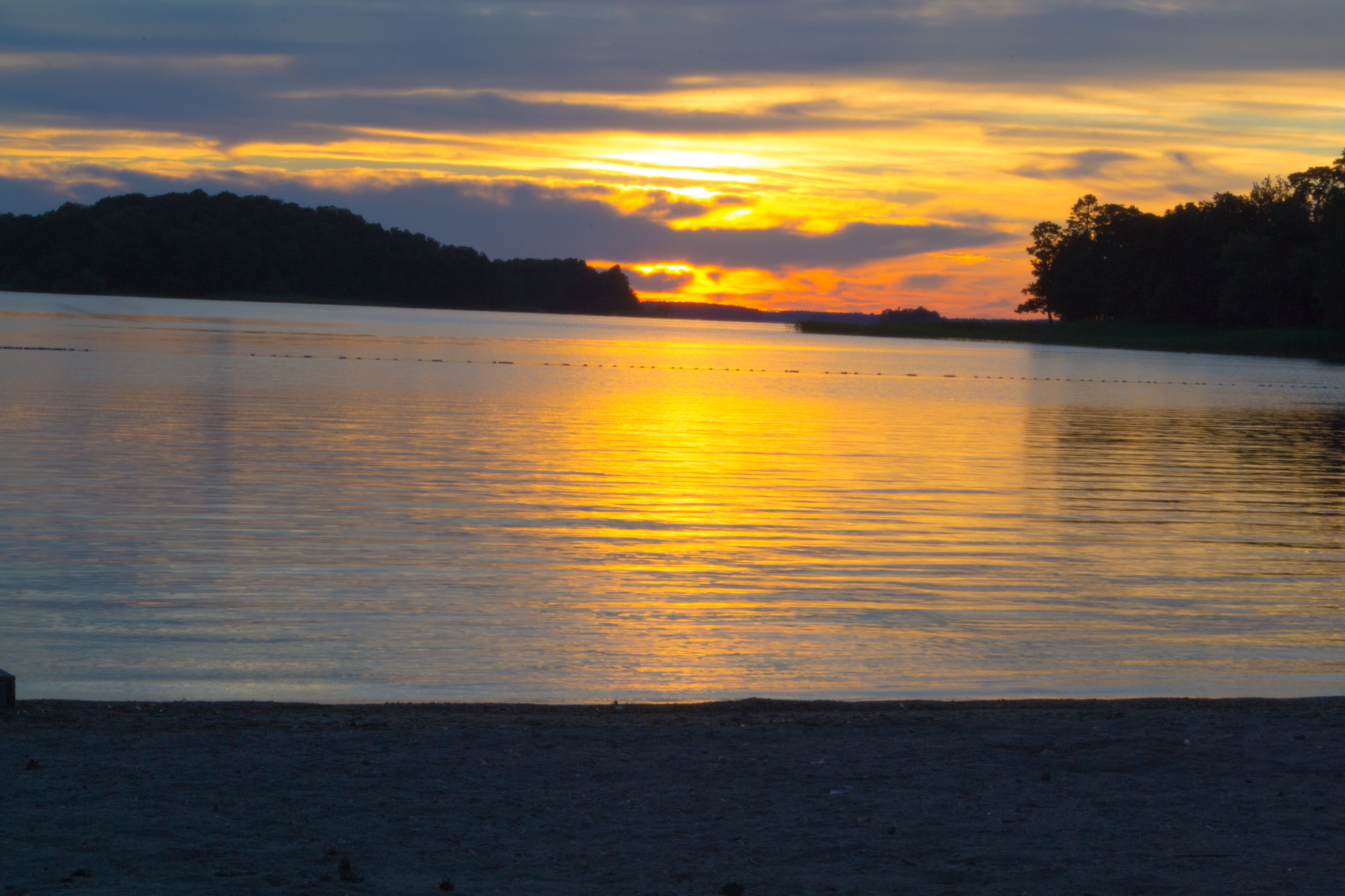
Jezioro Melar; okolice Sundbyholm

Gmina Eskilstuna położona jest w północno-zachodniej części prowincji historycznej (landskap) Södermanland, pomiędzy jeziorami Melar i Hjälmaren. Gmina Eskilstuna graniczy z gminami (w kolejności od kierunku północnego):
- Västerås (przez jezioro Melar)
- Strängnäs
- Flen
- Katrineholm
- Arboga
- Kungsör

### Powierzchnia
Gmina Eskilstuna jest 89. pod względem powierzchni z 290 gmin Szwecji. Według danych pochodzących z 2013 r. całkowita powierzchnia gminy wynosi łącznie 1250,49 km², z czego:
- 1099,87 km² stanowi ląd
- 150,62 km² wody śródlądowe (w tym 132,03 km² wody jezior Melar i Hjälmaren)[1].

## Demografia
31 grudnia 2013 r. gmina Katrineholm liczyła 99 729 mieszkańców (15. pod względem zaludnienia z 290 gmin Szwecji), gęstość zaludnienia wynosiła 90,67 mieszkańców na km² lądu (57. pod względem gęstości zaludnienia z 290 gmin Szwecji).
Struktura demograficzna (31 grudnia 2013):
| Opis                              | Ogółem      | Ogółem      | Kobiety     | Kobiety     | Mężczyźni   | Mężczyźni   |
| --------------------------------- | ----------- | ----------- | ----------- | ----------- | ----------- | ----------- |
| jednostka                         | osób        | %           | osób        | %           | osób        | %           |
| populacja                         | 99 729      | 100         | 50 084      | 50,22       | 49 645      | 49,78       |
| powierzchnia                      | 1250,49 km² | 1250,49 km² | 1250,49 km² | 1250,49 km² | 1250,49 km² | 1250,49 km² |
| gęstość zaludnienia (mieszk./km²) | 90,67       | 90,67       |             |             |             |             |

## Miejscowości
Miejscowości (tätort, -er) gminy Eskilstuna (2010):
| Lp. | Miejscowość     | Liczba ludności |
| --- | --------------- | --------------- |
| 1   | Eskilstuna      | 64 679          |
| 2   | Torshälla       | 7 612           |
| 3   | Hällbybrunn     | 3 296           |
| 4   | Skogstorp       | 2 860           |
| 5   | Ärla            | 1 270           |
| 6   | Kjulaås         | 837             |
| 7   | Hållsta         | 823             |
| 8   | Kvicksund       | 773             |
| 9   | Hällberga       | 612             |
| 10  | Torshälla huvud | 492             |
| 11  | Sundbyholm      | 485             |
| 12  | Alberga         | 395             |
| 13  | Tumbo           | 292             |
| 14  | Bälgviken       | 253             |
| 15  | Ängsholmen      | 222             |

## Wybory
Wyniki wyborów do rady gminy Eskilstuna (kommunfullmäktige) 2010 r.:
|  | Partia                        | Liczba głosów | Zmiana liczby głosów | Procent głosów | Zmiana % | Uzyskane mandaty | Zmiana liczby mandatów |
|  | ----------------------------- | ------------- | -------------------- | -------------- | -------- | ---------------- | ---------------------- |
|  | Moderaterna                   | 12 898        | +2317                | 22,16          | +2,18    | 18               | +1                     |
|  | Centerpartiet                 | 2809          | –478                 | 4,83           | –1,38    | 3                | –3                     |
|  | Folkpartiet                   | 4171          | +239                 | 7,17           | –0,26    | 6                | ±0                     |
|  | Chrześcijańscy Demokraci      | 2255          | –929                 | 3,87           | –2,14    | 3                | –1                     |
|  | Socialdemokraterna            | 22 150        | –1397                | 38,05          | –6,40    | 31               | –5                     |
|  | Vänsterpartiet                | 3356          | +292                 | 5,77           | –0,02    | 4                | ±0                     |
|  | Miljöpartiet                  | 4678          | +1739                | 8,04           | +2,49    | 6                | +2                     |
|  | Sverigedemokraterna           | 5576          | +3815                | 9,58           | +6,25    | 8                | +6                     |
|  | Pozostałe partie              | 318           | –365                 | 0,55           | –0,74    | 0                | –                      |
|  | Razem (frekwencja 79,21%)     | 58 211        |                      | 100,0          |          | 79               | ±0                     |
|  | Źródło: Valmyndigheten (szw.) |               |                      |                |          |                  |                        |

## Współpraca zagraniczna
Miasta partnerskie gminy Eskilstuna w 2013 r. (w nawiasie data rozpoczęcia współpracy):
| - Esbjerg, Dania (1948) - Fjarðabyggð, Islandia (1974) - Haapsalu, Estonia - Jūrmala, Łotwa - Jyväskylä, Finlandia (1947) - Stavanger, Norwegia (1948) - Erlangen, Niemcy (1961) | - Luton, Wielka Brytania (1958) - Gatczyna, Rosja (1998) - Lwów, Ukraina (1994) - Bridgeton, USA (1989) - Usangi, Tanzania (1987) - Linyi, Chińska Republika Ludowa (2008) - Mysore City, Indie (2009) |